# Johann von Zievel
Johann Hermann Lothar Freiherr von Zievel (* im 17. Jahrhundert; † 11. April 1762) war Landkomtur in der Ballei Lothringen.

## Leben

### Herkunft und Familie
Johann von Zievel entstammte dem Adelsgeschlecht Daun, aus dem sich mit Heinrich II. von Zievel (1237) die Linie von Zievel entwickelte. Mit der Aufschwörung wurde die ritterbürtige Abstammung auf 16 Ahnen nachgewiesen.
Sein Vater war Lothar Reichsfreiherr von Daun gen. Zievel (vom 13. Oktober 1735 bis zum 1. November 1738 Kommandeur des Königlich Bayerischen 3. Chevaulegers-Regiments „Herzog Karl Theodor“). Seine Mutter war Agnes Appolonia Elisabeth von Hagen zu Motten. Johann Friedrich als Mönch Benedikt (1704–1778), sein Bruder, war Propst im Kloster Thulba.
Bevor Johann Aufnahme in den Deutschen Orden fand, war er kurbayrischer Kammerherr und Obristwachtmeister. In dieser Funktion war er für die wirtschaftlichen Belange eines Regiments verantwortlich. Am 15. Mai 1727 wurde er auf Probe in den Orden aufgenommen und am 17. Dezember 1728 mit einem Gelöbnis als Komtur die Übernahme der zur Ballei Lothringen gehörenden Kommende Luxemburg besiegelt. Als Komtur leitete er die Verwaltungsangelegenheiten und beaufsichtigte die unterstellten Vogteien und Zehnthöfe. Nach dem Tod des Landkomturs Johann Philipp von und zum Steinkallenfels wurde von Zievel zum Landkomtur der Ballei Lothringen ernannt. Dieses Amt übte er bis zu seinem Tode aus. Ihm und seinem Vorgänger gelang es, die in wirtschaftliche Notlage geratene Kommende Beckingen zu konsolidieren. Sein Nachfolger wurde Casimir Friedrich Boos von Waldeck und Montfort, der die Kommende Beckingen zu wirtschaftlicher Blüte führte.